# مؤيد غروي
مؤيد موسى غروي مواليد 2 أغسطس 1997 في جدة، السعودية، هو لاعب كرة قدم سعودي يلعب في نادي حطين.

## مسيرة اللاعب
لعب في الفئات السنية في نادي الوحدة ولعب بعدها مع نادي جدة ونادي الانتصار ونادي حطين.